# Balconing
Balconing és el terme atribuït a Espanya, tant en català com en castellà, a l'acte de saltar a una piscina des d'un balcó o caure des d'una altura elevada mentre s'ascendeix des d'un balcó a un altre, fet per turistes estrangers durant les vacances. El terme va ser format a través de la combinació del mot espanyol "balcón" (balcó) i el sufix anglès "‐ing", un sufix que la majoria d'espanyols associen amb la cultura anglesa i amb persones d'aquest territori, en remissió a l'origen de la majoria de practicants.
Els anys 2010 i 2011, una sèrie de lesions atribuïdes per la premsa espanyola al "balconing" van tenir lloc entre turistes a les Illes Balears d'Eivissa i Mallorca. Diversos vídeos de persones saltant a piscines des de balcons van ser publicats en plataformes web com YouTube, que va ser acusat d'haver tingut un paper clau en la propagació del fenomen. Un fenomen similar ha estat descrit en situacions relacionades amb universitats als Estats Units.

## Lesions i morts
El 2010, a Espanya, van haver-hi 6 morts i 11 lesions relacionades per la premsa espanyola amb el "balconing". La majoria de les víctimes eren turistes joves britànics o alemanys amb traces d'alcohol en sang, i els incidents van ocórrer entre 10 p.m. i 7 a.m. El mateix any, es va anunciar que els hotels havien elevat l'altura de les baranes de 1,05m a 1,2m per reduir el nombre de possibles incidents. A Mallorca, tres turistes van morir el 2017, segons la premsa del castellana, a causa del "balconing". Entre 2010 i 2015, es van confirmar fins a 46 lesions causades per aquesta pràctica.

## Estadístiques
Segons Juan José Segura, doctor al Hospital Universitari Son Espases, el 85% de les víctimes cauen accidentalment, habitualment mentre intenten saltar des d'un balcó al següent o mentre van borratxes i s'apropen a l'extrem del balcó temeràriament, mentre que la resta són persones que activament salten del balcó. Ell estima una mitjana de 10 a 15 casos cada any des de 2011, amb un augment des que més d'aquests salts han estat publicats a YouTube. El Doctor Segura i l'Oficina Estrangera britànica van establir que el perfil del "practicant mitjà" era un home britànic de 24 anys.
Dels 46 casos registrats fins al 2019, 45 van ser duts a terme per homes (97%), i un 61% eren britànics. Altres nacionalitats com l'alemanya o la belga són menys nombroses. L'intoxicació i l'imprudència causades per l'alcohol semblen jugar una funció clau en les caigudes. Aproximadament un 95% de les víctimes tenien nivells alts d'alcohol en sang, i un 37% havia consumit altres drogues. El cost mèdic mitjà per cas de lesió a causa del "balconing" és 32.000€. Els balcons tenen una altura mitja de 8 metres i les persones tenen una edat mitjana de 24 anys.

## Causes de les caigudes
S'estima que un 15% dels casos van ser causats per individus que varen saltar intencionadament des de balcons fins a piscines. Tanmateix, un 85% de les caigudes semblen accidentals.
Les autoritats espanyoles consideren que la cultura del "turisme de borratxera" (turisme amb l'objectiu de beure i fer el boig a l'estranger) és la causa major de les caigudes en certs països, juntament amb l'edat dels participants, les decisions fetes i els nivells alts d'intoxicació, possiblement ajudats per la diferència en l'accessibilitat d'alcohol entre el Nord i el Sud d'Europa.
Un informe britànic pel que fa a la mort de Tom Hughes el 2018 comentava el 2019 que, malgrat l'estat d'intoxicació del Tom, el causant majoritari de la seva mort va ser la paret que només arribava a l'altura del genoll situada a un passadís situat al complex d'apartaments d'Eden Roc de Magaluf. Hughes va ser un de tres bretons que van morir caient al mateix complex d'apartaments, dos d'ells implicant la mateixa paret baixa. El Col·legi d'Arquitectes d'Espanya va afirmar que es seguien les Regulacions de Seguretat Europees referents a balcons, que estableixen la mateixa altura exacta que la de les baranes del Regne Unit.

## Mesures preventives
El 2018, l'Oficina d'Afers Exteriors del Regne Unit es va reunir amb el cirurgià espanyol, Juan José Segura-Sampedro per emetre una campanya de missatges de vídeo a turistes britànics que es dirigien a les Illes Balears a l'estiu. RTÉ també va fer un programa especial on participava un doctor de Mallorca.
Malgrat aquestes campanyes, el "balconing" encara és un problema i diversos hotels de les Illes Balears han estat obligats a implementar mesures contra aquest, com tancar els seus balcons o construir barreres més altes al voltant d'ells. Magaluf ha estat obligada a regular el beure en un intent de controlar la conducta temerària, incloent no únicament el balconing. També s'han introduït multes elevades per la pràctica del "balconing", d'entre 750€ i 1,500€.

## Balcon League
La Balcon League és una classificació que publica a la xarxa social X, prèviament anomenada Twitter, el compte-paròdia de l'autoanomenada Federació Balear de Balconing. Creat el 2022 per un grup de mallorquins en clau d'humor negre, porta el registre de tots els accidentats a les Balears des de 1999 i els ordena per la nacionalitat del turista, la població on s'ha produït la caiguda i el pis des d'on ha saltat. També atorga punts segons si l'accidentat va resultar ferit (1 p) o mort (2 p).
L'agost de 2024 la ministra escocesa de polítiques sobre drogues i alcohol Christina McKelvie, demanà el tancament de la web de la Federació Balear de Balcòning, arran d'una piulada a X on la federació celebrava la "remuntada" del Regne Unit a la classificació per la mort d'una noia escocesa de 19 anys en caure del sisè pis d'un hotel a Eivissa. Diversos mitjans de comunicació es feren ressò de la demanda entre els quals The Times i The Guardian.